# بيلي وين
بيلي وين (بالإنجليزية: Billy Winn)‏ هو لاعب كرة قدم أمريكية أمريكي، ولد في 15 أبريل 1989 في لاس فيغاس في الولايات المتحدة.

## وصلات خارجية
- بيلي وين على موقع إي إس بي إن.كوم (أن.أف.أل)3
- بيلي وين على موقع مرجع كرة القدم المحترفة.كوم (الإنجليزية)